# Lengua a la vinagreta

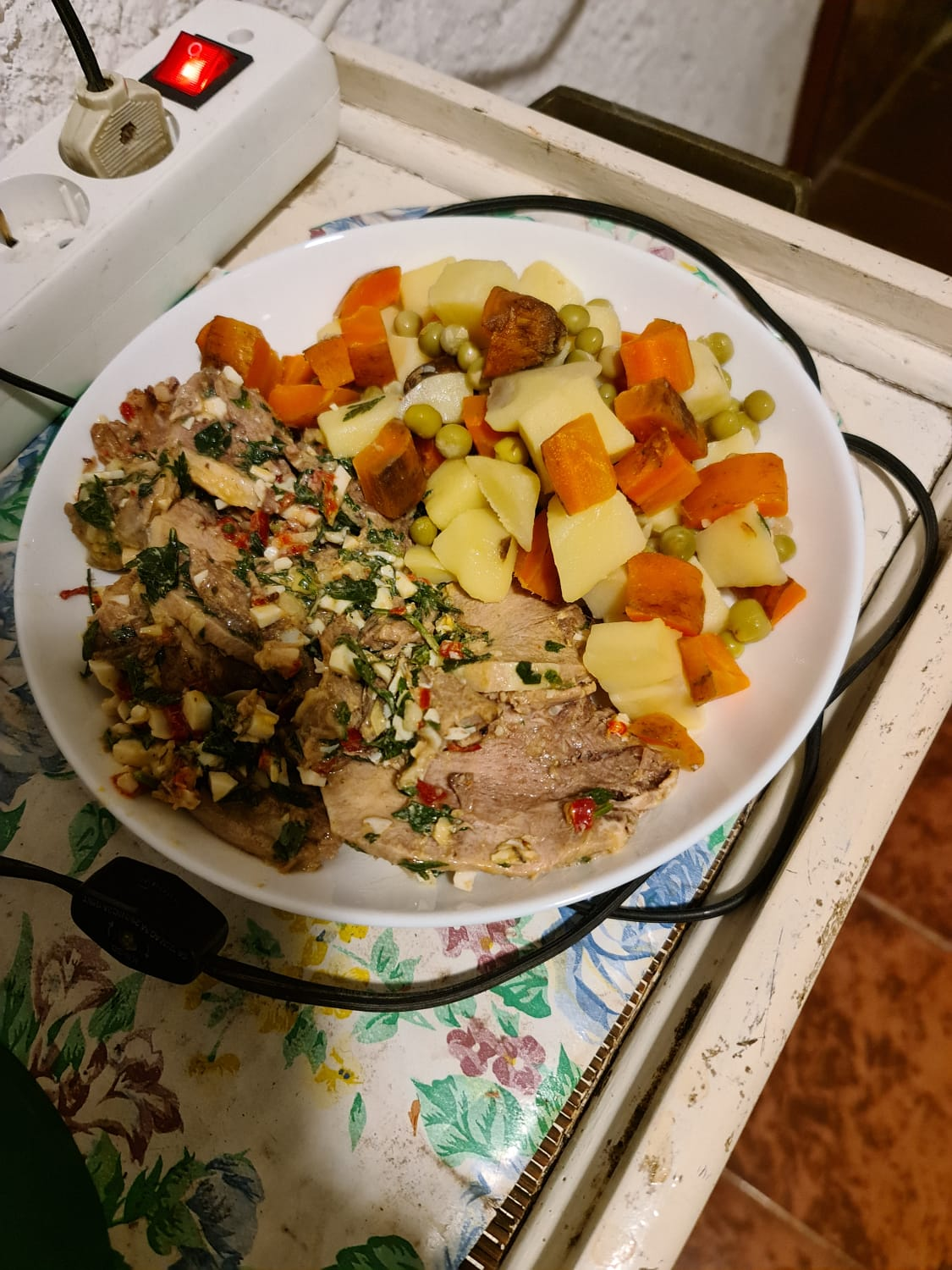
Lengua a la vinagreta con ensalada rusa

Lengua a la vinagreta es un aperitivo frío de la cocina rioplatense, que se consume como minuta y como fiambre en Argentina, Paraguay y Uruguay. Se trata un corte de la lengua vacuna  preparado con un aliño de vinagre, aceite, sal, pimienta. También admite otros agregados como, pimientos, huevo duro picado ajo y perejil Es un plato fresco, de consumo rápido y muy común durante el verano, pudiendo conservarse algún tiempo no muy prolongado en el frío. No confundir con el  escabeche  que es una cocción en vinagre.

## Características
La presentación del plato puede variar, normalmente se lo hace con la lengua de vaca previamente bien hervida y luego de hervida "pelada" de su corteza de dura piel y así rebanada en finas rodajas que son maceradas durante horas dentro de un refrigerador en la salsa vinagreta basada principalmente en una emulsión de aceite comestible (preferentemente aceite de oliva y vinagre, preferentemente vinagre de vino), a la que se agregan finamente picados: ajo, perejil, opcionalmente (aunque casi siempre) morrón, cebolla y huevo duro, lo que recuerda a un escabeche frío. En cuanto a su sabor, es delicioso, único, salado y picante según la vinagreta.
Usualmente las rodajas o fetas de lengua a la vinagreta se comen teniendo éstas una textura muy blanda y una temperatura fresca (ni heladas ni calientes).

## En el mercado
Al ser un plato elaborado, es difícil encontrarlo de forma industrial. Aunque en Argentina y Uruguay es muy frecuente encontrarla como una de las minutas (comidas rápidas típicamente rioplatenses) en los "bodegones", restoranes o restaurantes y rotiserías. En todos los casos la lengua a la vinagreta debe estar preparada en el mismo día de su consumo y en el lapso que va del cocinero al comensal debe estar guardada en un refrigerador. Aunque la lengua a la vinagreta puede comerse sola, generalmente va acompañada con "guarniciones" como las ensaladas (principalmente ensalada rusa), o las papas fritas (especialmente si las papas fritas son al estilo soufflé).